# 矮橢圓星系
矮橢圓星系可以看成是小型的橢圓星系，標示的符號為dE。它們是相當普通的星系，並且通常是其他星系的衛星星系。仙女座星系至少就有兩個被分類為dE的矮橢圓星系環繞著。
下面是一些矮橢圓星系的例子：
- NGC 147（ DDO 3 ）－ 在仙后座，分類為dE5 pec。
- SagDIG（人馬座矮不規則星系）－ 在人馬座，分類為IB(s)m V。
- NGC 6822（巴納德星系）－ 在人馬座，分類為IB(s)m IV-V。
- 寶瓶座矮星系（DDO 210）－ 在寶瓶座，分類為Im V。
- IC 5152 － 在印第安座，分類為IAB(s)m IV。
- 飛馬座矮不規則星系（DDO 216）－ 在飛馬座，分類為Irr。

矮橢圓星系的次分類為矮橢球星系（dwarf spheroidal galaxy），現在基本上認為是相同的星系，只是從不同的角度上被看到。
許多的證據都顯示矮橢圓星系的特性與橢圓星系不同，反而與不規則星系有關。因此許多天文學家在提到這一類型的星系時，喜歡用矮橢球星系來稱呼。 